# Жилін Олег Павлович
Олег Павлович Жилін (рос. Олег Павлович Жилин; 26 лютого 1947, с. Тербуни 2, Липецька область, РРФСР — 11 червня 2024) — радянський український футболіст та тренер, виступав на позиції захисника та півзахисника.

## Клубна кар'єра
Народився в селі с. Тербуни 2 Липецької області в родині ветерана Німецько-радянської війни. Незабаром родина переїхала в селище Уразово, де батько Олега отримав посаду дрібного партійного чиновника. В 11-річному віці разом з родиною переїхав у Єнакієве. Футболом захопився з дитинства, відвідував матчі місцевого «Металурга» у чемпіонаті Донецької області, також грав у м'яча з однолітками. Згодом потрапив до юнацької команди «Металурга», перший тренер — Микола Федорович Карабізіков. Спочатку грав на позиції лівого півзахисника.
Дорослу футбольну кар'єру розпочав 1965 року в складі єнакієвського «Металурга». У 1968 році призваний на військову службу, яку проходив у київському СКА в Другій лізі СРСР. По завершенні військової служби мав пропозиції від ленінградського «Зеніту» та мінського «Динамо», проте ще раніше дав обіцянку приєднатися до «Азовця», тому в підсумку 1970 року переїхав до Маріуполя. В команді відіграв два роки.
У 1972 році на запрошення Валентина Бубукіна перейшов у «Таврію». Вже наступного року допоміг сімферопольцям вийти до Першої ліги. У 1974 році став переможцем кубку УРСР, а в 1977 році допоміг «Таврії» завоювати бронзові нагороди Першої ліги. У 1980 році залишив «таврійців», виступав за аматорський «Метеор».
У 1980 році на запрошення Анатолія Заяєва перейшов у севастопольську «Атлантику», у футболці якої 1986 року завершив кар'єру футболіста.

## Кар'єра тренера
По завершенні кар'єри гравця розпочав тренерську діяльність. З 1986 року допомагав тренувати севастопольську «Атлантику». З липня 1986 й до кінця року був головним тренером команди. У серпні 1994 року на прохання Володимира Чигринського знову очолив севастолпольський клуб, який на той час змінив назву на «Чайка». У 1995 році, після смерті Дмитра Чигринського, залишив тренерський місток севастопольців.
По завершенні тренерської діяльності виступав за футбольну команду севастопольських ветеранів.
Помер у червні 2024 року

## Досягнення

### Як гравця
«Таврія» (Сімферополь)
- Перша ліга СРСР
  -  Бронзовий призер (1): 1977

- Друга ліга СРСР
  -  Срібний призер (1): 1973

- Чемпіонат УРСР
  -  Чемпіон (1): 1973
  -  Бронзовий призер (1): 1972

- Кубок УРСР
  -  Володар (1): 1974
  -  Фіналіст (1): 1975

### Індивідуальні
- Рекордсмен серед українських футболістів за кількістю зіграних матчів у чемпіонатах СРСР: 733 матчі